# 킬마녹

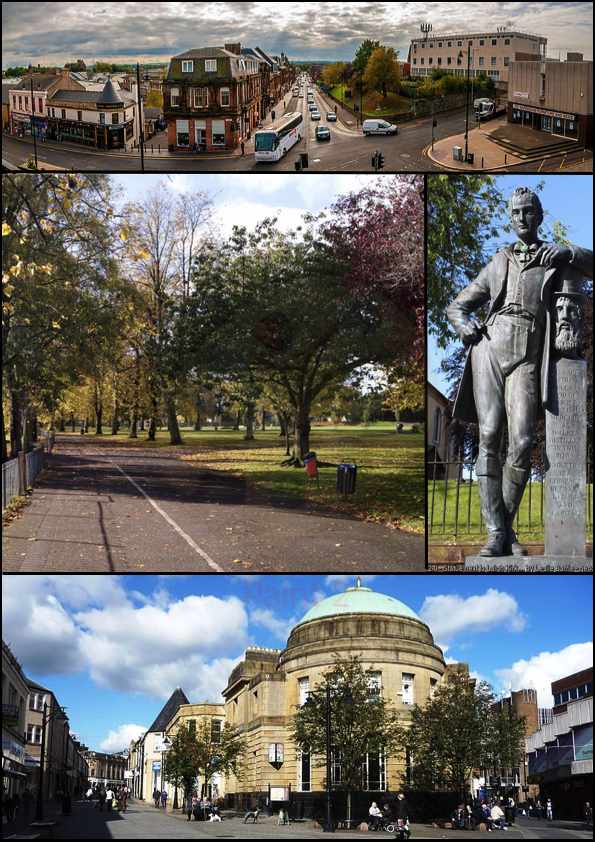

킬마녹(Kilmarnock)은 영국 스코틀랜드 남서부의 도시이다. 인구는 46,350(2011)이다.

## 같이 보기
- 킬마녹 FC